# Peter Gottfried Kremsner
Peter Gottfried Kremsner, né le 16 mai 1961 à Wiener Neustadt, en Autriche, est un infectiologue et spécialiste de médecine tropicale, professeur titulaire à l'université de Tübingen, en Allemagne. Depuis 1992, il dirige le Centre de recherches médicales de Lambaréné (CERMEL), au Gabon, dont il est le président du conseil d'administration,. Il est le directeur de l’Institut de médecine tropicale de Tübingen.
Ses travaux portent notamment sur des maladies telles que le paludisme, le virus Ebola et plus récemment, la Covid-19,,.

## Biographie
Peter G. Kremsner grandit à Sigleß, en Autriche. Il suit des études de médecine à l'Université de Vienne terminées en 1985 par l'obtention du doctorat en médecine. Il entame sa carrière au poste de médecin chercheur, à l'institut de prophylaxie spécifique et de médecine tropicale de l'université de Vienne.
En 1987, il se rend au Brésil afin de travailler pour la Superintendencia de Campanhas de Saude Publica à Rio Branco.
De 1988 à 1996, il occupe la fonction de chef de groupe à l’Institut de médecine tropicale de Berlin. En 1990, il obtient son habilitation en médecine tropicale et prophylaxie spécifique à l'université de Vienne. En 1992, il obtient une habilitation supplémentaire en médecine tropicale et en parasitologie à l'université Humboldt de Berlin. La même année, il est nommé directeur de recherche à l'hôpital Albert-Schweitzer de Lambaréné, et y établit une unité de recherche médicale, connue aujourd'hui sous le nom de Centre de recherches médicales de Lambaréné (CERMEL). Le CERMEL est aujourd’hui considéré comme un des meilleurs centres de recherche et de formation appliquée dans la sous-région Afrique centrale. En 1996, il est nommé professeur de parasitologie humaine à l'Université de Tübingen. Depuis 2008, il occupe la chaire de professeur de médecine tropicale, de médecine des voyages et de parasitologie à l'université de Tübingen, ainsi que le poste de directeur du département VII - Institut de médecine tropicale de l’hôpital universitaire de Tübingen. Il est nommé, en 2014, directeur général du Comprehensive Infectious Disease Center Tübingen (CIDiC), de l’hôpital universitaire de Tübingen. En 2016, il est nommé professeur associé à l'université de médecine de Vienne.

## Activités de recherche

### Contribution à la santé globale
Le professeur Kremsner a dirigé de nombreuses études sur les maladies infectieuses, notamment les maladies tropicales, et est l'auteur de plus de 700 publications scientifiques. Depuis 20 ans, il est le scientifique le plus cités dans les domaines de la parasitologie en Allemagne et de la parasitologie, médecine tropicale et médecine de voyage en Europe,, (EU).
Il a été l'investigateur principal d'études clés ayant permis le développement de l'atovaquone / proguanil, de l'artésunate / amodiaquine, de l'artésunate / pyronaridine et de l'artésunate par voie parentérale, pour le traitement et la prophylaxie du paludisme.

### Recherche médicale en Afrique
Assisté de son équipe de recherche, Peter Kremsner a mis au point une méthode simplifiée pour l’évaluation de la gravité du paludisme. Par cette méthode, l'issue de la maladie peut être prédite et la thérapie ciblée en calculant le « score de Lambaréné ». Celui-ci repose sur deux caractéristiques cliniques : le coma et la respiration profonde, sans examen de laboratoire. Ce score a été développé en utilisant les données d'une étude qu’il a menée auprès de 26 000 enfants vivant en Afrique et atteints de paludisme grave.
Il a également été impliqué dans une étude clinique de phase 3 sur le candidat vaccin RTS,S ;  étude qui a été conduite sur plus de 15 000 enfants au Gabon, au Burkina-Faso, au Ghana, au Kenya, au Malawi, au Mozambique et en Tanzanie. Le RTS,S est le premier vaccin ayant démontré une efficacité dans la réduction du nombre de cas de paludisme, y compris dans sa forme grave, chez les enfants africains de moins de 5 ans. Ce groupe étant le plus vulnérable face à la maladie car il représente, en 2019, 2/3 des décès, soit 274 000.
Ses récents travaux sur l’association de la fosmidomycine (un antibiotique dérivé de la fosfomycine) et de la pipéraquine (un antipaludéen proche de la chloroquine) ont révélé une efficacité à 100 % pour le traitement de la maladie, sur un échantillon de 83 patients,,,. Avec le recensement de cas de résistance aux traitements à base d’artémisinine au Rwanda et en Asie du Sud-Est, de nouveaux médicaments antipaludiques sont nécessaires afin d’éviter la résurgence de la maladie.
Peter Kremsner dirige également des travaux de recherche vaccinale et thérapeutique sur le virus Ebola. Ceux-ci sont menés pour l’essentiel à Lambaréné, au Gabon.

### Médecine tropicale et recherche clinique en Allemagne
Peter Kremsner a mené une étude vaccinale auprès d’un échantillon réduit de participants sains, qui avaient Tübingen pour lieu de résidence. Cette étude a consisté à inoculer des parasites du paludisme à ces participants et à leur administrer simultanément un antipaludéen. La méthode fut testée en plusieurs étapes, avec différents dosages et différents intervalles de temps entre les injections. Elle a, dans un premier temps, révélé un niveau de protection de 100 % contre la souche homologue du parasite,. Cette méthode vaccinale contre le paludisme a été développée en partenariat avec l’entreprise de biotechnologie américaine Sanaria Inc., et est connue sous le nom de « Sanaria PfSPZ-CVac ». L’efficacité du candidat vaccin a été confirmée par le modèle d'infection palustre humaine contrôlée (Controlled Human Malaria Infection, en anglais). Les sujets testés ont été infectés par des parasites après avoir été immunisés, i.e. après avoir reçu le candidat vaccin. Lorsque l’immunisation contre les parasites était réussie, les parasites étaient immédiatement éliminés par le système immunitaire. En revanche, lorsque la protection immunitaire était incomplète et que les parasites se multipliaient dans l’organisme, les sujets étaient traités avant l’apparition des symptômes de la maladie. Dix des treize sujets vaccinés ont été complètement immunisés contre l'infection, selon des données rendues publiques en 2021.
Ces travaux constituent une source majeure d’espoir dans l’optique du développement d’un vaccin efficace contre le paludisme.

### Pandémie de Covid-19
Au cours de la pandémie de Covid-19, qui atteint l’Allemagne, son pays de résidence, au début de l’année 2020, Peter Kremsner s’investit dans la recherche thérapeutique et vaccinale contre le virus SARS-CoV-2. Sous sa direction, deux projets de traitement à base d’hydroxychloroquine sont menés dans la ville de Tübingen. L’un concerne des patients sévèrement atteints et qui sont hospitalisés, et le second se focalise sur des porteurs présentant des symptômes bénins. Ces études sont toutefois interrompues dès le mois de mai 2020, en raison de potentiels risques d’effets indésirables graves sur la santé des participants, notamment le risque d’arythmie cardiaque.
Kremsner a dirigé l'essai vaccinal de phase 2b/3 du candidat vaccin CVnCoV (Covid-19) de CureVac, qui a été retiré en octobre 2021.
Il est également impliqué dans la lutte contre la maladie à coronavirus au Gabon. Le CERMEL, dont il est le président du conseil d’administration, est un centre de dépistage et d’analyse du virus sous ses différents variants. Le CERMEL reçoit une aide matérielle de la République fédérale d’Allemagne en juillet 2020, principalement afin d’améliorer ses capacités de dépistage.

## Vie privée
Peter G. Kremsner est marié à l'avocate Inge Thomforde. Ils sont parents de trois enfants prénommés Helene, Gottfried et Ferdinand. Il est passionné de musique classique, d'art et de littérature. En plus de la nationalité autrichienne, Peter Kremsner possède la nationalité gabonaise.

## Controverses et prises de position
En août 2020, il émet des réserves sur la fiabilité du vaccin russe contre la Covid-19, Spoutnik V, estimant que le nombre de participants à l’essai clinique ne permet pas d’en approuver une utilisation à grande échelle.
Dans le quotidien américain le New York Times, Peter Kremsner critique fermement la décision de nombreux États européens de fermer les frontières maritimes, terrestres et aériennes avec la Grande-Bretagne, à la suite de l’apparition d’une nouvelle souche du virus sur cette île. Estimant que le virus s’est déjà répandu sur un nombre important de régions du continent européen, il prône plutôt une convergence vers une lutte commune contre le nouveau mutant,. 

## Distinctions
- Prix EDCTP Dr. Pascoal Mocumbi, 2023[35]
- Président d'honneur du Congrès africain des essais cliniques, 2019[36]
- Chevalier de l'ordre national du Mérite gabonais, 2018[37]
- Professeur honoraire de l'Institute of Clinical Medical and Pharmaceutical Sciences, Hanoi, Vietnam, 2018
- Membre de l'American Society of Tropical Medicine and Hygiene, 2017[38]
- Prix Memento pour la recherche sur les maladies négligées, 2017[39]
- Prix scientifique Charles C. Shepard, 2015
- Grand Prix du Centre national de recherche scientifique et technologique (CENAREST), Gabon, 2010[40]
- Membre du Royal College of Physicians, Londres, 2003[réf. nécessaire]
- Prix Karl Hermann Spitzy, 1990[41]